# Klaus Grehn
Klaus Grehn (* 26. September 1940 in Grevesmühlen; † 28. Juni 2017 in Berlin) war ein deutscher Politiker (PDS), Moderator am Runden Tisch, Mitbegründer und Präsident des Arbeitslosenverbandes Deutschland und Bundestagsabgeordneter. Von 1970 bis 1974 wurde Grehn als inoffizieller Mitarbeiter der DDR-Staatssicherheit geführt.

## Leben

### Bildung
Grehn besuchte von 1947 bis 1955 die Zentralschule in Grevesmühlen und machte anschließend eine Lehre als Tischler. Von 1958 bis 1960 machte er an der Arbeiter-und-Bauern-Fakultät sein Abitur und studierte anschließend bis 1962 Veterinärmedizin, er wurde jedoch aus politischen Gründen relegiert und zur „politischen Bewährung“ als Arbeiter im Kabelwerk Oberspree (KWO) Berlin verpflichtet. Anschließend musste er von 1962 bis 1964 seinen Grundwehrdienst ableisten. Von 1971 bis 1976 absolvierte er an der Humboldt-Universität zu Berlin ein Fernstudium der Philosophie und Soziologie. Er promovierte 1980 an der Humboldt-Universität zu Berlin und studierte von 1981 bis 1984 zusätzlich Pädagogik.

### Beruf
Grehn war von 1964 bis 1973 Behördenangestellter in der Zollverwaltung Berlin. Von 1973 bis 1977 war er Abteilungsleiter bei der Deutschen Post der DDR. Bis 1980 war er Aspirant und danach bis 1985 Assistent an der soziologischen Fakultät der Humboldt-Universität im Bereich Arbeits- und Familiensoziologie. Von 1985 bis 1990 war er wissenschaftlicher Oberassistent für betriebliche Sozialpolitik an der Gewerkschaftshochschule Bernau. Er war 1990 einer der Mitgründer des Arbeitslosenverbandes Deutschland e.V., dessen Präsident er auch gewesen ist. Außerdem war er Vizepräsident des Ostdeutschen Kuratoriums von Verbänden (OKV).

### Familie
Grehn war verheiratet und hatte zwei Kinder.

## Politik
Im Jahr 1966 trat Grehn der SED bei und 1989 aus der Partei aus. Im Jahr 2000 wurde er Mitglied der PDS. Im Jahr 1998 wurde er über die Landesliste Sachsen für die 14. Legislaturperiode als Parteiloser in den deutschen Bundestag gewählt. Zudem war er Vizepräsident des European Network of the Unemployed und Mitglied im Verbandsrat des Paritätischen Wohlfahrtsverbandes. Ende 2006 trat Grehn aus der PDS aus.

### Mitarbeiter der Staatssicherheit
Von 1970 bis 1974 war Grehn während seiner Tätigkeit bei der Zollverwaltung inoffizieller Mitarbeiter der DDR-Staatssicherheit unter dem Decknamen Hans-Otto Schütt. Laut Bundestagsdrucksache 14/3145 enthalten die Akten Berichte über „22 Treffen, 32 Berichte, die die Führungsoffiziere nach Informationen Dr. Grehns fertigten.“ Das letzte dieser Treffen fand laut Bundestagsdrucksache 14/3145 im November 1972 statt. „Nach diesem Sachverhalt steht eine inoffizielle Tätigkeit Dr. Grehns für das Ministerium für Staatssicherheit der DDR im Zeitraum von Juli 1970 bis November 1972 zweifelsfrei fest.“ Grehn hatte seine Stasimitarbeit nicht, wie von seiner Partei verlangt, selbst vor der Wahl offengelegt, sie aber nach der Aufdeckung „in vollem Umfang“ eingeräumt.

## Veröffentlichungen
Grehn war Autor mehrerer Buch- und Zeitschriftenbeiträge:
- Arbeitslos – Umgang mit einer neuen Realität.
- Arbeitslos – Schicksal oder Chance.
- Arbeitslos in Deutschland : Hilfe für Betroffene – Konzepte für eine andere Politik. mit einem Beitrag von Peter Grottian. Droemer Knaur, München 1994, ISBN 3-426-82068-4.
- Gewebte Poesie : die Bildteppichweber ; Christa und Günter Hoffmann – Künstler aus Senftenberg. (= Künstler der Lausitz. 1). Selbstverlag, Drochow 2007, DNB 984439234.
- Die Farben meines Lebens : der Maler, Grafiker und Bildhauer Prof. Gerhart Lampa. (= Künstler der Lausitz. Band 2). Regia-Verlag, Cottbus 2010, ISBN 978-3-86929-150-5.